# Xarxes neuronals informades per la física

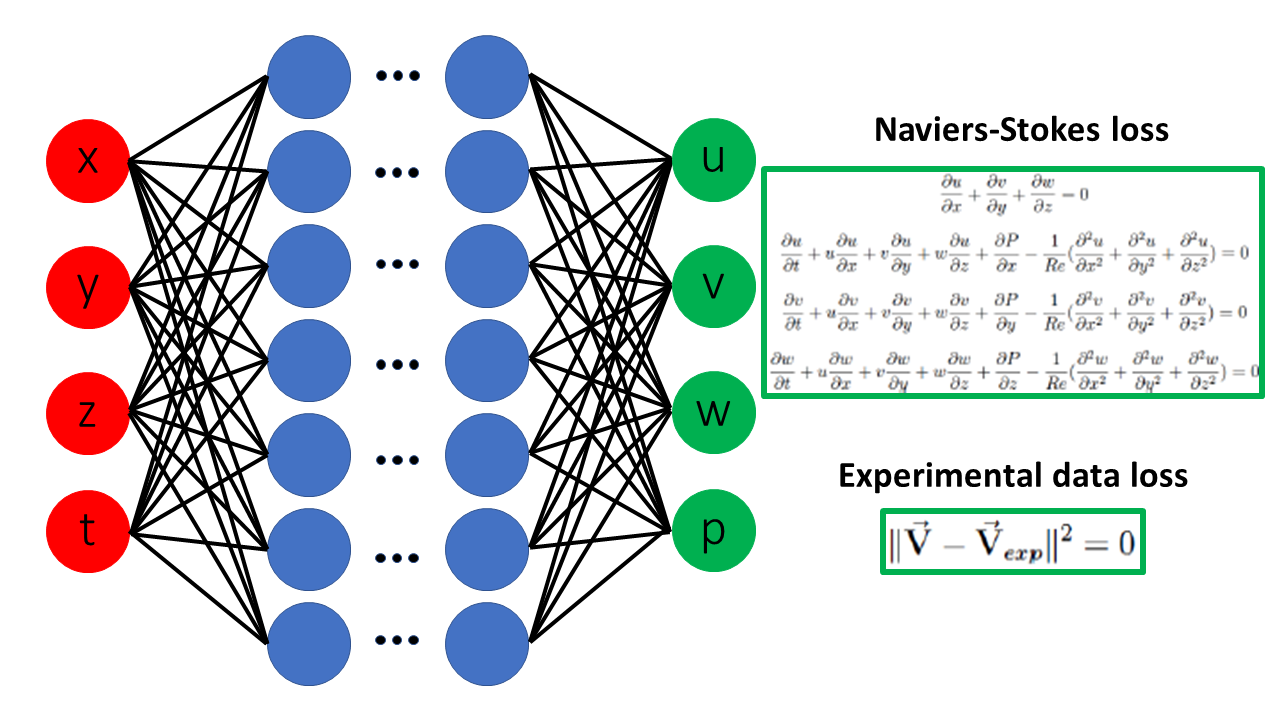
Xarxes neuronals informades per la física per resoldre equacions de Navier-Stokes.

Les xarxes neuronals informades per la física (amb acrònim anglès PINN) són un tipus d'aproximadors de funcions universals que poden incorporar el coneixement de qualsevol llei física que regeixi un determinat conjunt de dades en el procés d'aprenentatge, i es pot descriure mitjançant equacions diferencials parcials (PDE). Superen la baixa disponibilitat de dades d'alguns sistemes biològics i d'enginyeria que fa que la majoria de les tècniques d'aprenentatge automàtic d'última generació no tinguin robustesa, cosa que les fa ineficaços en aquests escenaris. El coneixement previ de les lleis físiques generals actua en l'entrenament de les xarxes neuronals (NN) com a agent de regularització que limita l'espai de solucions admissibles, augmentant la correcció de l'aproximació de la funció. D'aquesta manera, incrustar aquesta informació prèvia en una xarxa neuronal dona com a resultat la millora del contingut d'informació de les dades disponibles, facilitant l'algorisme d'aprenentatge per capturar la solució adequada i generalitzar bé fins i tot amb una poca quantitat d'exemples d'entrenament.
La majoria de les lleis físiques que regeixen la dinàmica d'un sistema es poden descriure mitjançant equacions en derivades parcials. Per exemple, les equacions de Navier–Stokes són un conjunt d'equacions diferencials parcials derivades de les lleis de conservació (és a dir, conservació de la massa, el moment i l'energia) que regeixen la mecànica de fluids. La solució de les equacions de Navier-Stokes amb condicions inicials i de contorn adequades permet quantificar la dinàmica de flux en una geometria definida amb precisió. Tanmateix, aquestes equacions no es poden resoldre amb exactitud i, per tant, s'han d'utilitzar mètodes numèrics (com ara diferències finites, elements finits i volums finits). En aquest entorn, aquestes equacions governants s'han de resoldre tenint en compte els supòsits previs, la linealització i la discretització adequada de temps i espai.

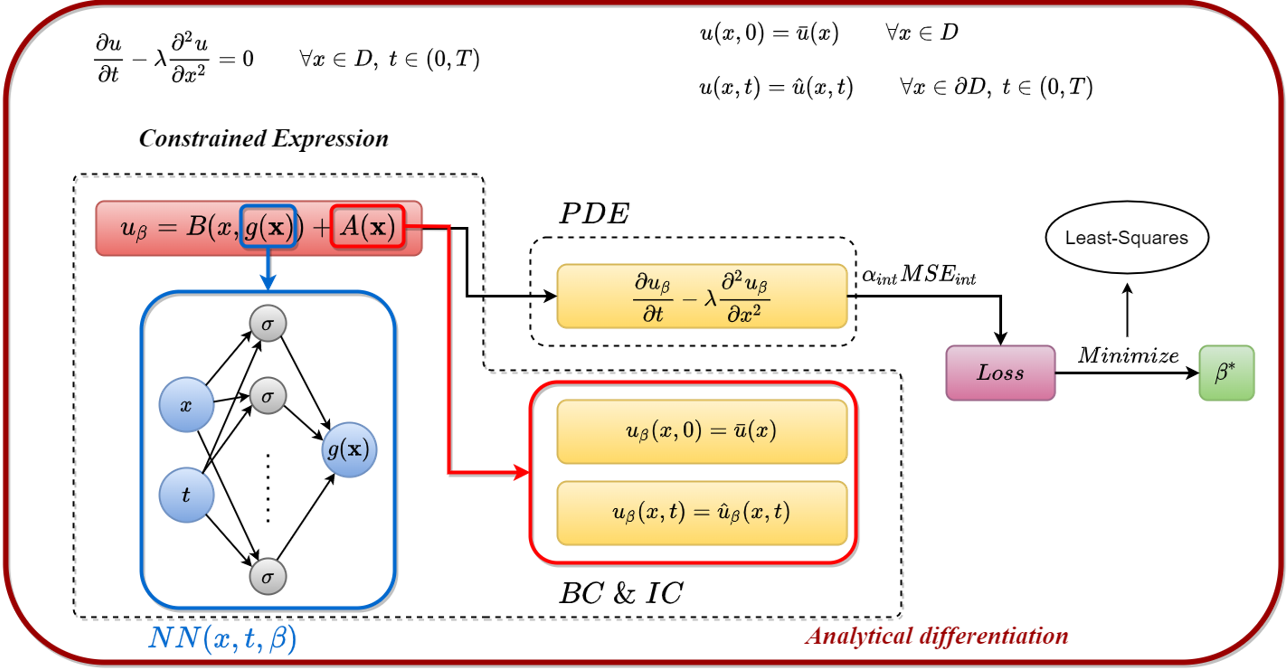
Esquema marc X-TFC per a l'aprenentatge de solucions PDE.

Recentment, la resolució de les equacions diferencials parcials que governen els fenòmens físics mitjançant l'aprenentatge profund ha sorgit com un nou camp d'aprenentatge automàtic científic (SciML), aprofitant l'aproximació universal i l'alta expressivitat de les xarxes neuronals. En general, les xarxes neuronals profundes podrien aproximar qualsevol funció d'alta dimensió donat que es proporcionen dades d'entrenament suficients. Tanmateix, aquestes xarxes no tenen en compte les característiques físiques subjacents al problema, i el nivell de precisió d'aproximació que proporcionen encara depèn en gran manera d'especificacions acurades de la geometria del problema, així com de les condicions inicials i de contorn. Sense aquesta informació preliminar, la solució no és única i pot perdre la correcció física. D'altra banda, les xarxes neuronals informades per la física (PINN) aprofiten les equacions físiques que regeixen en l'entrenament de les xarxes neuronals. És a dir, els PINN estan dissenyats per ser entrenats per satisfer les dades d'entrenament donades, així com les equacions de govern imposades. D'aquesta manera, una xarxa neuronal es pot guiar amb dades d'entrenament que no necessàriament han de ser grans i completes. Potencialment, es pot trobar una solució precisa d'equacions diferencials parcials sense conèixer les condicions de contorn. Per tant, amb cert coneixement sobre les característiques físiques del problema i alguna forma de dades d'entrenament (fins i tot escasses i incompletes), es pot utilitzar PINN per trobar una solució òptima amb alta fidelitat.
Els PINN permeten abordar una àmplia gamma de problemes en ciència computacional i representen una tecnologia pionera que condueix al desenvolupament de noves classes de solucionadors numèrics per a PDE. Els PINN es poden pensar com una alternativa lliure de malla als enfocaments tradicionals (per exemple, CFD per a la dinàmica de fluids) i nous enfocaments basats en dades per a la inversió de models i la identificació del sistema. En particular, la xarxa PINN entrenada es pot utilitzar per predir els valors en graelles de simulació de diferents resolucions sense necessitat de tornar a entrenar. A més, permeten explotar la diferenciació automàtica (AD) per calcular les derivades necessàries en les equacions diferencials parcials, una nova classe de tècniques de diferenciació àmpliament utilitzades per derivar xarxes neuronals valorades com a superiors a la diferenciació numèrica o simbòlica.